# Joel Prieto
Joel Prieto (Madrid, 17 de diciembre de 1981) es un cantante de ópera español. Su tesitura de voz es de tenor. Actualmente es uno de los cantantes más solicitados de su generación. Una crítica en el Huffington Post definió su voz como emitida con soltura y poderosa, pero a la vez de bella tonalidad, considerando su 'Aura amorosa' de Ferrando, en Cosi fan tutte una obra maestra en legato.

## Biografía
Joel Prieto, de padre español y madre puertorriqueña, vivió sus primeros años en Madrid y se trasladó a Puerto Rico a los cuatro años, donde creció. Sus padres son escritores, una de sus hermanas, pintora, y la otra fotógrafa. Se crio en un ambiente familiar artístico, lo que favoreció que se iniciara en la música a una edad temprana: a los cinco años comenzó su aprendizaje de violín y a los seis se integró Coro de Niños de San Juan, una institución con mucha reputación en Puerto Rico, impulsada en su desarrollo por Pablo Casals. Más tarde estudió música en la Manhattan School of Music y ha sido miembro del taller lírico de la Ópera de París. 
De 2006 a 2008 formó parte de la Ópera Alemana de Berlín. Después entra en contacto con Plácido Domingo en Viena. En 2009 participa en el Festival de Salzburgo.
En 2008, en el concurso Operalia creado por Plácido Domingo, gana el primer premio por unanimidad, además del premio Zarzuela, y el CulturArte. Desde entonces ha interpretado muchos roles en los principales teatros del mundo. Debuta en 'Cosi fan tutte' en el Palau de les Arts Reina Sofia en Valencia en es mismo año 2008, y lo interpreta también en la Scottish Opera de Glasgow, Gran Teatro de Luxemburgo, Palm Beach Opera en Florida, Bayerische Staatsoper de Munich, Washington National Opera y el Gran Teatro del Liceo de Barcelona, así como en festivales como 2Mondi en Spoleto, Aix-en-Provence, Edinburgo, los Proms de la BBC en Londres y en el Mostly Mozart de Nueva York. Otros roles destacados en su carrera musical han sido el Ernesto de Don Pasquale de Donizetti en La Monnaie and De Munt de Bruselas, Rodelinda de Haendel en el Liceo de Barcelona, el Fenton del Falstaff de Verdi en el Teatro Real de Madrid o el Idomeneo de Mozart en el Teatro de la Ópera de Roma.
Otros notables papeles interpretados por Prieto han sido el de Tamino en La flauta mágica de Mozart, Narraboth de Salomé de Strauss, Nemorino en El elixir de amor de Donizetti, Don Ottavio de la ópera Don Giovanni de Mozart, entre otros. Su repertorio hasta verano de 2020 abarca 32 papeles.